# Lunar (песня)
«Lunar» — песня французского диджея и продюсера Давида Гетта, записанная при участии голландского музыкального продюсера и диджея Afrojack; включена в пятый студийный альбом Гетта Nothing but the Beat. Инструментальный трек был выпущен в цифровом формате 15 августа 2011 года в качестве второго из трёх рекламных синглов с альбома, после «Titanium».

## О Lunar
Своей заметкой Давид Гетта поделился на фейсбуке.
Мой новый альбом может удивить некоторых людей. У него два CD, один из них содержит чисто электронную музыку, другая – с вокальной частью. “Lunar” — первый опубликованный трек с электронной части альбома. Я захотел создать вторую часть альбома, потому что хочу показать людям, с чего я начинал свою карьеру. Я захотел использовать свой международный успех, чтобы показать “второго меня” и привлечь людей к электронной музыке. “Lunar” напоминает мне о том French House, который я когда-то играл в клубах, но мы дали ему новый звук. Почему мы? Потому что я записал этот трек с нидерландским диджеем и продюсером Афроджеком, который, я думаю, просто великолепен. Мы оба гордимся “Lunar”, трек звучит просто фантастически. Он несомненно отличается от тех треков, которые я делал до этого времени. Кроме того, на втором CD вы сможете увидеть ещё 9 таких же великолепных по звучанию записей.“Lunar” — это и мажорные, и минорные звуки. Вместе с тем “лунным” синтезаторным звучанием музыка играет просто великолепно. Всегда, когда я играл его, — продолжает Давид, — это доставляло огромную позитивную реакцию публики. Я открыл талант Афроджека 2 года назад, его музыка мне показалась просто невероятной! Я просто не мог не помочь ему приобрести популярность! Сейчас его музыка занимает высокие места в чартах, я так рад за него! Теперь у нас есть отличные взаимоотношения — он в самом деле хорош в создании весьма неплохих клубных треков. Мы просто-напросто вдохновляем друг друга! Когда мы оба находимся в студии, происходит волшебство. Вдвоём мы уже сделали несколько записей, включая такие, как “Louder Than Words” и ремикс на песню Мадонны и Лила Уэйна “Revolver”, которая выиграла премию Грэмми в своей номинации. Я счастлив, что многие диджеи поддержали “Lunar”. Это Стив Анжелло, Кальвин Харрис, Лейдбак Люк и Стив Аоки.
 Мне нравится удивлять людей и я надеюсь, “Lunar” поразит вас.”.Оригинальный текст (англ.)My new album might surprise some people. It has two sides to it, one purely electronic and one song-based. 'Lunar' is the first track to be released from the electronic side.
I did the electronic half of 'Nothing But The Beat' because I wanted to show people my club roots. I wanted to use my success to show a different side to me, and hopefully introduce more people to electronic music.
'Lunar' reminds me of early French touch, but we gave it a fresh twist. I made the record with Dutch DJ and producer Afrojack, who I think is really amazing. We're both very proud of 'Lunar' - it sounds really futuristic, and completely different to anything that I have done before. There are nine more tracks like this coming on the album.
The breakdown of 'Lunar' is special. It is a mix of major and minor scales, and the low-fi electronic synthesizers make it sound really gritty. Every time I play it, it gets a huge reaction from the crowd!
I discovered Afrojack two years ago and I thought his music was incredible so I wanted to help him get more exposure. Now he is huge in his own right and I'm so happy for him! We have a great relationship - he is really good at creating cool sounds and dancefloor tracks. We inspire each other. When we are in the studio magic happens! We've made some records together including 'Louder Than Words', and a remix for Madonna & Lil Wayne which won us a Grammy. 
I'm happy that a lot of DJs are supporting 'Lunar' like Steve Angello, Calvin Harris, Laidback Luke and Steve Aoki. I like to surprise people, and I hope 'Lunar' surprises you.

## Список композиций
- Цифровая версия[2]

1. «Lunar» — 5:16

## Чарты
| Чарт (2011)                     | Высшая позиция |
| ------------------------------- | -------------- |
| Австрия (Ö3 Austria Top 40)     | 58             |
| Франция (SNEP)                  | 50             |
| Германия (GfK)                  | 84             |
| Испания (PROMUSICAE)            | 45             |
| Великобритания (OCC UK Dance)   | 22             |
| Великобритания (OCC UK Singles) | 90             |

## История релиза
| Страна         | Дата            | Формат          | Лейбл               |
| -------------- | --------------- | --------------- | ------------------- |
| Австралия      | 15 августа 2011 | Цифровая версия | Virgin Records, EMI |
| Австрия        | 15 августа 2011 | Цифровая версия | Virgin Records, EMI |
| Канада         | 15 августа 2011 | Цифровая версия | Virgin Records, EMI |
| Франция        | 15 августа 2011 | Цифровая версия | Virgin Records, EMI |
| Германия       | 15 августа 2011 | Цифровая версия | Virgin Records, EMI |
| Ирландия       | 15 августа 2011 | Цифровая версия | Virgin Records, EMI |
| Нидерланды     | 15 августа 2011 | Цифровая версия | Virgin Records, EMI |
| Новая Зеландия | 15 августа 2011 | Цифровая версия | Virgin Records, EMI |
| Великобритания | 15 августа 2011 | Цифровая версия | Virgin Records, EMI |